# Auk
Auk (Auk Tlingit, Auk Kwaan), pleme Tlingit Indijanaca (porodica Koluschan) s otoka Admiralty i Douglas, a plemenska zemlja im se nalazila i na mjestu glavnog grada Aljaske, Juneau. Auki su imali više sela, jedno je bilo Anchguhlsu (kod Swantona) koje Aurel Krause naziva AntcgAltsu, no već je u njegovo vrijeme bilo napušteno, nalazilo se na Point Louisu na sjeveru otoka Douglas. Swanton spominje i Tsantikihin, na mjestu današnjeg Juneaua. 
A. Krause navodi u svojem ‘Tlingit Indijanci’ (Die Tlinkit-Indianer) da oni žive u 3 naselja, jedno je na Stephens Passge (s 200 stanovnika). Drugo je na sjeveru otoka Admiralty  (s 300 ljudi) i treće na sjeveru otoka Douglas (50 ljudi), dok za selo AntcgAltsu kaže da je napušteno. Svih skupa kaže ima ih 640 1880. – 1881. Broj im 1890 pada na 279. Mnogi Indijanci radili su za bijelce kao drvosječe, nosači i kopaći, za dolar ili dva po danu.
Kulturno Auki su pripadali Sjeverozapadnoj obali i imali kulturu tipičnu ostalim Tlingitima i susjednim plemenima drugih porodica. Socijalna podjela na Tlenedi i Wushketan.

## Vanjske poveznice
- Camp of Auk Indians, Alaska, ca. 1896[neaktivna poveznica]